# Casa Roset din Iași
Casa Roset din Iași este o clădire clasată monument istoric care adăpostește în prezent Muzeul de Istorie Naturală din Iași și Societatea de Medici și Naturaliști.

## Istoric
Clădirea a fost construită la sfârșitul secolului al XVIII-lea sau începutul secolului al XIX-lea, între anii 1801- 1811, pe locul unei case mai vechi care a aparținut un timp cronicarului Ion Neculce.
Ion Neculce a vândut-o lui Ștefan Gane care o lasă moștenire lui Lupu Gane. Safta Roset, soția logofătului Vasile Roset, o cumpără de la acesta în 1760 și o dă ca zestre fiicei sale, Agripina, cu ocazia căsătoriei acesteia la 10 noiembrie 1824 cu vornicului Costache Sturdza. Aceasta o vinde, în 1844, cu 3000 de galbeni, Societății de Medici și Naturaliști care își instalează aici sediul și mută totodată și Cabinetul de Istorie Naturală, aflat anterior într-un spațiu exiguu din clădirea Universității.
Clădirea Muzeului de Istorie Naturală đin Iași a intrat în 2019 într-un amplu proces de reabilitare cu fonduri europene, după șase ani de când a fost închis. În renovare este inclusă și curtea muzeului care este o mică grădină botanică și montarea unui lift pentru persoane cu dizabilități. Monumentul istoric își va menține destinația de muzeu cu o bibliotecă și o sală de conferință (Societatea de Medici și Naturaliști), trei săli pentru expoziții de mamifere, două săli pentru colecții științifice, o sală pentru expoziție de păsări, o sală pentru expoziție de nevertebrate inferioare, o sală pentru expoziție de nevertebrate și insecte, o sală pentru expoziție de mineralogie - paleontologie și sala cu caracter istoric.

## Arhitectura
Clădirea este situată pe fosta uliță a Hagioaiei (în prezent Bulevardul Independenței) și, atunci când a fost cumparată de Societatea de Medici și Naturaliști, se învecina la sud cu Școala de arte și meserii, azi Biblioteca Universității de Medicină și Farmacie, la vest cu proprietatea postelnicului Vasile Alecsandri, tatăl poetului, iar la nord-vest cu proprietatea postelnicului Constantin Neculcea.
Clădirea a fost construită în stil neoclasic, cu boltă pentru trăsuri, având o structură a parterului de bolți pe arce. La vânzarea din 1844 clădirea era compusă, conform zapisul de vâzare, din sus — 9 odăi, jos — 7 odăi, pivniță cu două uși, gherghir în casă cu ușă de fier, apoi o lemnărie, fînărie, o ghiholărie și niște odăi în rîndul cuhnei. Un grajd, o șură și un hambar, o poartă veche fără încuietoare.
Pe locul viran situat la est de clădire a funcționat între 1844-1872, prin porunca Departamentului Treburilor din Lăuntru, o piață publică pentru vânzarea produselor agricole. Veniturile provenite din taxele încasate aici erau vărsate Societății și Muzeului. Ulterior, pe acest teren se organizează, din inițiativa lui Grigore Cobălcescu și Anastasie Fătu, o mică grădină botanică în care Dimitrie Brândză, conservatorul Muzeului, plantează mai mulți arbori dintre care se mai păstrează astăzi doi stejari seculari declarați Monumente ale Naturii în 1973.
În prezent, clădirea adăpostește la parter sediul Societății de Medici și Naturaliști, biblioteca medicală și redacția Revistei Medico-Chirurgicale iar la etaj Muzeul de Istorie Naturală.